# 御三戸

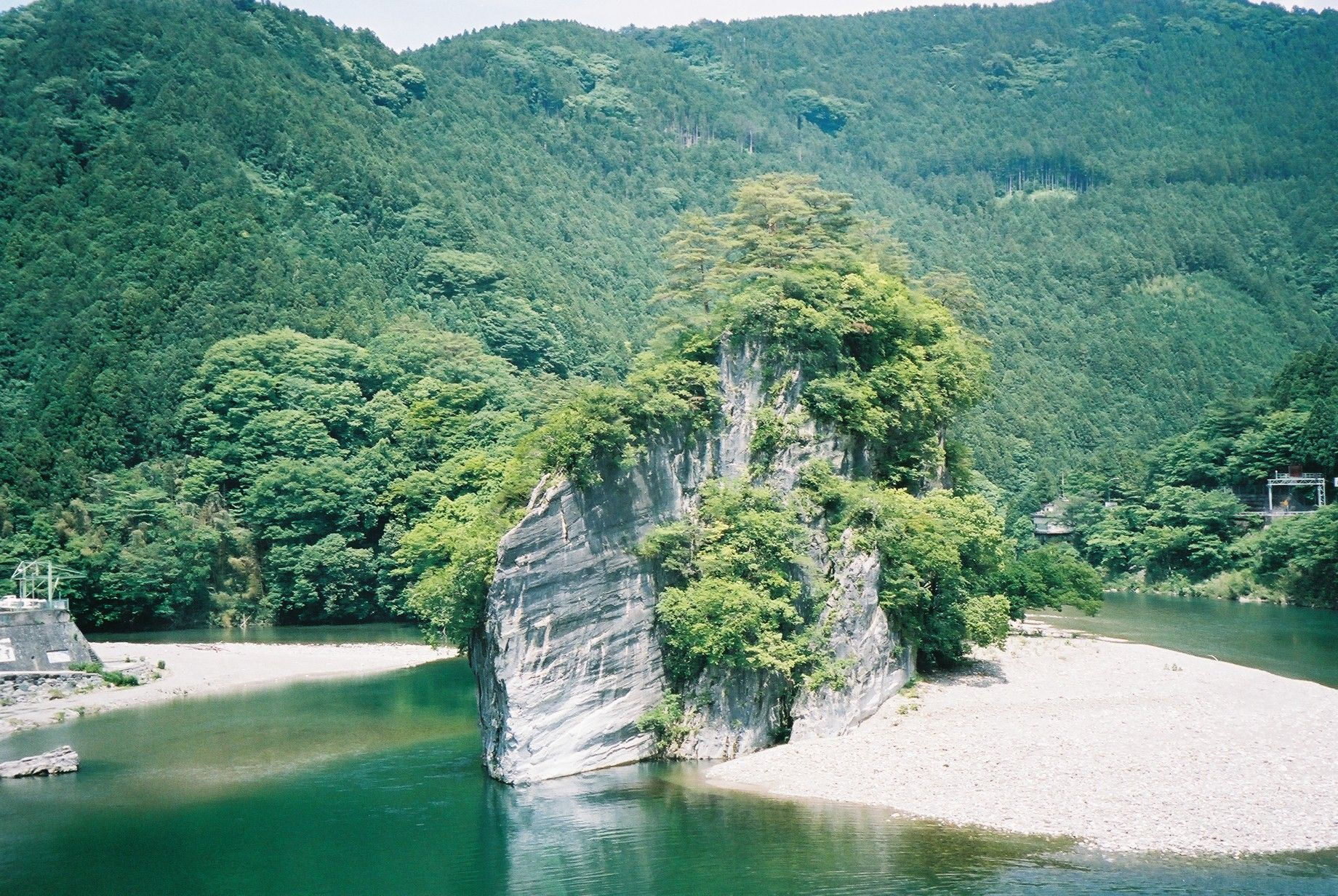
御三戸嶽

御三戸（みみど）は、愛媛県上浮穴郡久万高原町の南東部に位置する地名。北方からの面河川と西方からの久万川との合流点に当たる。

## 概要
面河川が屈曲する部分に石灰岩で形成された大きな岩頭があり、御三戸嶽（または御三戸岳）と呼ばれる。嶽はほぼ垂直に高さ37メートルの岩壁をみせ、上流側には淵が、下流側には砂洲が形成されている。上部には松が生い茂っている。その形から、「軍艦岩」の別称がある。さらに、淵の水による太陽光の反射が岩肌に映り、変化することから、七面鳥岩と呼ばれることもある。1971年（昭和46年）4月6日に愛媛県名勝指定。
面河川、久万川ともにV字渓谷を形成し、付近にはほとんど平坦地はないが、久万高原町の美川支所（旧美川村役場）や町立美川中学校、道の駅みかわなどがある。
国道33号と観光地・面河渓谷や四国霊場・岩屋寺へ向かう愛媛県道212号の分岐点ともなっており、旅行客の目印ともなっている。